# Ángel Piz
Ángel Piz (n. Goya, Provincia de Corrientes, Argentina; 28 de enero de 1992) es un futbolista argentino. Juega de mediocampista y su equipo actual es Guaraní Antonio Franco, del Torneo Regional Federal Amateur.

## Carrera

### Chacarita
Comenzó a practicar el fútbol en el club de su ciudad, Huracán de Goya, club que dejaría a los 11 años de edad para marcharse a la Escuela de Fútbol "San José", de la ciudad de Rosario. Finalmente, pasaría a Chacarita, club donde debutaría como futbolista profesional. En su primera temporada en el Funebrero jugó 5 partidos en la Primera B Nacional (segunda división del fútbol argentino). La siguiente temporada (Campeonato de Primera B Nacional 2010-11) aumentaría sus minutos en el equipo porteño hasta llegar a los 16 partidos con la camiseta tricolor.

### Huracán de Goya
La temporada 2011/2012 se iría en calidad de cedido al club de su ciudad natal, Huracán de Goya, dónde disputó el antiguo Torneo Argentino B siendo el máximo artillero de su equipo con 13 goles en 22 partidos.

### Paso por el extranjero
En 2014, luego de rescindir su contrato con Chacarita, emigró al fútbol uruguayo al firmar contrato con Rampla Juniors con vistas a la temporada 2013/2014 de la Segunda División Profesional de Uruguay. Durante su estadía en el club de Montevideo disputó 2 partidos en donde no logró anotar goles. 
Para la siguiente temporada, recibió una oferta para emigrar al fútbol griego, donde vestiría la camiseta del Panegialios FC de la Segunda Superliga de Grecia, donde participó en 15 partidos anotando un único gol.

### Sarmiento de Resistencia
Tras su paso por el fútbol europeo, volvió a la Argentina para jugar el Torneo Federal A con Sarmiento de Resistencia. Jugaría 3 temporadas ininterrumpidas en el club chaqueño, siendo siempre un jugador clave en el 11 aurirrojo, llegando a disputar una final por el ascenso a la Primera B Nacional en la temporada 2018/2019, donde caerían contra Estudiantes (RC).
Después de perder la oportunidad de ascenso, ya consolidado como un histórico del plantel, buscó participar en la segunda división del fútbol argentino, por lo que firmó un contrato de 6 meses con Mitre (Santiago del Estero), donde tuvo poca participación y acabó por volver al club de Resistencia.
Luego de disputar más de 100 partidos en 7 años con la camiseta de Sarmiento, finalmente dejó el club en condición de libre para disputar la temporada 2022/2023 del Torneo Regional Federal Amateur vistiendo los colores de Guaraní Antonio Franco.

### Guaraní Antonio Franco
El 19 de septiembre se hizo oficial su llegada a Guaraní Antonio Franco, uno de los clubes más importantes del Torneo Regional Federal Amateur en busca del ascenso al Torneo Federal A.

## Clubes
| Club                        | País      | Año                       | PJ  | G  | Prom. |
| --------------------------- | --------- | ------------------------- | --- | -- | ----- |
| Chacarita                   | Argentina | 2010 - 2013               | 18  | 0  | 0,00  |
| Huracán de Goya             | Argentina | 2013                      | 22  | 13 | 0,59  |
| Rampla Juniors              | Uruguay   | 2014                      | 2   | 0  | 0,00  |
| Panegialios FC              | Grecia    | 2015                      | 15  | 2  | 0,07  |
| Sarmiento de Resistencia    | Argentina | 2016 - 2019 / 2020 - 2022 | 104 | 26 | 0,05  |
| Mitre (Santiago del Estero) | Argentina | 2019                      | 4   | 0  | 0,00  |
| Guaraní Antonio Franco      | Argentina | 2022 - Presente           | 6   | 0  | 0,00  |